# شهرک صنعتی عجب‌شیر
شهرک صنعتی عجب‌شیر یکی از شهرک‌های صنعتی استان آذربایجان شرقی است که در ۲ کیلومتری شهر عجب‌شیر واقع شده‌است.